# Обемен разход
Обемният разход (наричан още обемен дебит) е физична величина от механика на флуидите. Той дефинира обемът от дадено вещество преминаващ през напречно сечение за единица време. В повечето случаи веществото е флуид (течност или газ). Мерната единица за обемен разход в системата SI е m³/s. Често се използват и други мерни единици, например ml/min (200 ml/min кръв протича през сънната артерия на човека), или m³/h (1 милион m³/h природен газ протича през северния поток).
{\displaystyle Q={\dot {V}}={\frac {\mathrm {d} V}{\mathrm {d} t}}}
където:
{\displaystyle Q}: Обемен разход;
{\displaystyle V}: Обем;
{\displaystyle t}: Време;
Обемният разход {\displaystyle Q} е свързан със средната скорост на потока {\displaystyle v_{A}} чрез зависимостта:
{\displaystyle Q=v_{A}\cdot A}.
а с масовия разход чрез:
{\displaystyle Q={\dot {V}}={\frac {\dot {m}}{\rho }}}.
където:
{\displaystyle {\dot {m}}}: Масов разход;
{\displaystyle \rho }: Плътност;
Обемният разход не е константа, тъй като не съществува закон за запазване на обема. Газовете променят обема си с повишаване на налягането или промяна в температурата значително (вж. Уравнение на Клапейрон-Менделеев). При течностите тази промяна е много малка и в повечето случаи може да се пренебрегне. За разлика от него, масовият разход е константен.